# H. Rivera Colón
H. Rivera Colón is een plaats (comunidad) in het Amerikaanse unincorporated territory Puerto Rico.

## Demografie
Bij de volkstelling in 2000 werd het aantal inwoners vastgesteld op 2379.

## Geografie
Volgens het United States Census Bureau beslaat de plaats een oppervlakte van
1,7 km², geheel bestaande uit land.

## Plaatsen in de nabije omgeving
De onderstaande figuur toont nabijgelegen plaatsen in een straal van 32 km rond H. Rivera Colón.